# Hammond Building
Het Hammond Building was een 46 meter hoge wolkenkrabber in de Amerikaanse stad Detroit. De wolkenkrabber is in 1889 gebouwd en in 1956 weer afgebroken.

## Geschiedenis
In 1854 trok George H. Hammond naar Detroit en startte er een matrasfabriek. Na twee jaar ging deze al in vlammen op. Hierna ging hij verder in de vleesverpakking en bemachtigde een patent voor een bepaald type koelwagen. Deze koeltrucks liet hij bouwen in Hammond (Indiana), waar hij een grote vleeswarenfabriek liet bouwen van waaruit nu ook koelwagons reden. In 1873 werd de George H. Hammond Co. opgericht. Hammond, die in 1886 overleed, wilde al geruime periode een eigen kantoorgebouw laten bouwen. Zijn vrouw Ellen Barry Hammond vervulde zijn laatste wens en verkocht de belangen in de vleesverwerkende industrie in 1888 en kocht de bouwkavel op waar tot dan toe de woning van Detroit's eerste hoofd-postbeambte en rechter James Abbott II stond. Ellen Hammond huurde architect en hoofdaannemer Harry W.J. Edbrooke uit Chicago in om de taak te gaan uitvoeren. Zij hield persoonlijk nauwlettend toezicht op de uitvoering van het werk en hield vijftien procent van de bouwsom in ter kwaliteitsgarantie.

## Architectuur
Op 14 maart 1889 werd begonnen met de bouw door onderaannemers W.A. Wells en A.E. Wells uit Chicago. Rondom waren de eerste twee lagen opgetrokken uit ruw bruin zandsteen. Vanaf de tweede verdieping tot aan de kroonlijst, buitengevels omgeven met rode bakstenen geformeerd uit kalksteen, zandsteen, puin en mortel. De muren werden per etage volledig ondersteund door het stalen frame. Russell Wheel & Foundry leverde en monteerde de stalen constructie. De houten dragende balken van de eiken vloeren werden van onder bekleed met vijf centimeter dikke vuurvaste tegels. Het gebouw was vanwege deze aanpassingen uitermate brandwerend. Een tactisch voornemen in een tijd van slangenwagens met paardentractie.
De vloer van de hal en de doorloop (van Campus Martius tot aan Griswold en Fort Street) op de begane grond, als de wandelgangen op de verdiepingen
waren belegd met Georgia-marmer, met een 122 cm hoge doorlopende lambrisering. Op elke verdieping waren twee aparte toiletgroepen te vinden, die ook dezelfde marmeren configuratie hadden.
De etages waren toegankelijk middels een grote centrale trappenhal. Tot de tweede verdieping nog van ijzer met marmeren treden, daarna van eikenhout. Vier grote boilers in de kelder van het gebouw, circuleerden verhitte stoom naar de vertrekken.

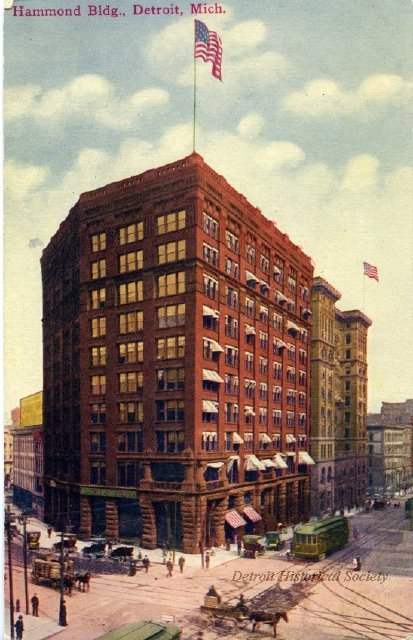
Hammond Building in kleur

## Gebruik
De exacte opening van het Hammond is onduidelijk, mede doordat een eerste occupant de laatste twee verdiepingen per ladder moest bereiken omdat de grote trap maar tot de zevende etage reikte en de drie hydraulische liften nog niet waren geïnstalleerd. Volgens een toenmalig krantenbericht zouden op 20 april 1890 de laatste werkzaamheden afgerond worden.
In augustus 1890 werden de inpandige winkels aan de straat en de 246 kantoorruimten een week lang fel verlicht ter ere van de Detroit International Exposition.
Gedurende deze dagen was het gebouw publiekelijk geopend en kon men vanaf het dak genieten van het uitzicht over Detroit. Zolang het gebouw bestond, werd hetzelfde type witgloeiende lamp gebruikt. Westinghouse Electric Company hield voor het gebouw voldoende voorraad aan in Detroit. In 1911 nam het United States Department of Agriculture intrek in het gebouw.
Vanwege de bouwhoogte was het lokale weerstation er gezeteld.
De scheepvaart in de Detroit River werd overdag met vlaggen op het dak en 's nachts met olielampen gewaarschuwd voor naderende stormen op de Grote Meren.

## Sloop
Tegen het einde van de Tweede Wereldoorlog was het gebouw onrendabel en onverhuurbaar geworden. Het gebouw stond nu in de schaduw van het Guardian, Penobscot en andere begeerde kantoorgebouwen. Aan Woodward Avenue, tussen Congress en Fort Street, werden een decennium later oude winkelpanden neergehaald en ook het naastgelegen Bankers Equitable Building uit 1898 stond op de slooplijst als onderdeel van een herindeling van downtown Detroit waaronder het verbreden van Woodward Avenue. Er heerste nu een dreigende leegte rondom het oude Hammond Building.
In maart van 1955 werd bekend dat de Red Giant werd opgekocht door de National Bank of Detroit, en gesloopt zou worden om plaats te maken voor een nieuw hoofdkwartier. De bank, aanwezig in zowel het First National Bank Building, het Buhl Building als in het Cadillac Square Building ging onder één dak.
De Hammond Building Co. verzette zich tot het laatste moment tegen de destructie van het iconische bouwwerk, maar hield uiteindelijk op te bestaan in 15 februari 1956. De laatste huurder verliet het gebouw op 14 juli 1956.
Op 17 augustus 1956 werd het dak opgebroken door Arrow Wrecking Co. uit Dearborn (Michigan), en de grond werd bouwrijp in januari van 1957. Twee jaar later in 1959 was het Hammond verwisseld door de National Bank of Detroit, beter bekend als The Qube.